# Georgetown Ibayani
El Georgetown Ibayani es un equipo de fútbol profesional que juega en la  Liga Premier de Belice que es la primera división de Belice organizada por la Federación de Fútbol de Belice.  Tiene su sede en la villa de Independence, aledaña a Mango Creek, en el Distrito de Cayo y juegan en el Estadio Michael Ashcroft.
El equipo representa al Distrito de Cayo.
- Datos: Q5547012